# Даглас (Мичиген)
Даглас (Мичиген) (енгл. Douglas) град је у америчкој савезној држави Мичиген. По попису становништва из 2010. у њему је живело 1.232 становника.

## Демографија
Према попису становништва из 2010. у граду је живело 1.232 становника, што је 18 (1,5%) становника више него 2000. године.
| Група             | 2000.         | 2010.         |
| Белци             | 1.166 (96,0%) | 1.164 (94,5%) |
| Афроамериканци    | 7 (0,6%)      | 7 (0,6%)      |
| Азијати           | 2 (0,2%)      | 3 (0,2%)      |
| Хиспаноамериканци | 32 (2,6%)     | 45 (3,7%)     |
| Укупно            | 1.214         | 1.232         |